# Neferuptah
Neferuptah, auch Neferu-Ptah, war eine altägyptische „Königstochter“ vom Ende der 12. Dynastie (ca. 1800 v. Chr.).

## Hinweise
Neferuptah ist von relativ vielen Quellen bekannt und war vermutlich eine Tochter von Amenemhet III. Sie ist im Tempel ihres Vaters in Medinet Madi abgebildet und ihr Name ist mehrmals in einer Kartusche geschrieben. Sie ist die erste königliche Frau, von der dies mit Sicherheit belegt ist, was ihren besonderen Status unterstreicht, dessen Ursprung und Bedeutung sich aber nicht mehr mit Sicherheit rekonstruieren lässt.

## Begräbnisstätte
Für sie wurde ein Begräbnis in der Pyramide ihres Vaters in Hawara hergerichtet, wo sie aber nie bestattet wurde. Stattdessen erhielt sie nicht weit von der Pyramide ihres Vaters entfernt eine eigene Pyramide, die sich unberaubt fand und noch den großen Sarkophag aus Granit, einen goldbeschlagenen zweiten Sarg, zahlreichen Schmuck, drei Silbervasen, Keramik und andere Beigaben enthielt. Durch die Feuchtigkeit im Grab waren alle organischen Materialien zerstört und so fanden sich auch kaum Überreste ihrer Leiche.